# Funny Lady
 Funny Lady  és una pel·lícula musical estatunidenca de Herbert Ross estrenada el 1975. Ha estat doblada al català.

## Argument
Biografia novel·lada de la comedianta americana Fanny Brice i del seu matrimoni amb l'empresari i home d'espectacles Billy Rose.

## Repartiment
- Barbra Streisand: Fanny Brice
- James Caan: Billy Rose
- Omar Sharif: Nicky Arnstein
- Roddy McDowall: Bobby Moore
- Ben Vereen: Bert Robbins
- Carole Wells: Norma Butler
- Larry Gates: Bernard Baruch
- Eugene Troobnick: Ned
- Heidi O’Rourke: Eleanor Holm
- Royce Wallace: Adele
- Lilyan Chauvin: Senyoreta
- Samantha C. Kirkeby: Fran
- Matt Emery: Buck Bolton
- Joshua Shelley: pintor
- Cliff Norton: director de joc

## Nominacions
- Oscar a la millor fotografia per James Wong Howe
- Oscar al millor vestuari per Ray Aghayan, Bob Mackie
- Oscar al millor so per Richard Portman, Don MacDougall, Curly Thirlwell i Jack Solomon
- Oscar a la millor cançó per Fred Ebb i John Kander per la cançó "How Lucky Can You Get"
- Oscar a la millor banda sonora, adaptació per Peter Matz
- Globus d'Or a la millor pel·lícula musical o còmica
- Globus d'Or al millor actor musical o còmic per James Caan
- Globus d'Or a la millor banda sonora original per John Kander i Fred Ebb
- Globus d'Or a la millor cançó original per John Kander (música) i Fred Ebb (lletra) per la cançó "How Lucky Can You Get".
- Globus d'Or a la millor actriu musical o còmica per Barbra Streisand

## Al voltant de la pel·lícula
- Aquest film és la continuació de Funny Girl estrenada el 1968.